# Джиш
Джиш (араб. الجش‎; Гуш-Халав; Гуш-Халаб, ивр. גִ'שׁ, גּוּשׁ חָלָב‎, буквально «жирная глыба земли»; греч. Гискала) — местный совет в северном округе Израиля. Его площадь составляет 6 916 дунамов. Единственная деревня в Израиле, большинство в которой — марониты.
Во времена второго храма еврейский посёлок Гуш-Халав был важным центром восставших. Арабское название Эль-Джиш является вариантом древнего ивритского названия Гуш Халав.

## История
В древнем еврейском городе Гуш-Халаве (Гискале) производилось большое количество качественного масла, являвшегося главным предметом торговли; а также очень хороший шёлк-сырец (полуфабрикат шёлка). Этот город считался очень древней крепостью.
К началу XX века сохранялись развалины древней синагоги. Как в близком Мероне, так и в Гуш-Халаве показывали гробницы многих знаменитых мужей библейской и таннаитской эпох; эти могилы, начиная со Средних веков, были местом паломничества не только для евреев, но и для мусульман.

## Население
По данным Центрального статистического бюро Израиля, население на начало 2020 года составляло 3 105 человек.
Ежегодный прирост населения — 0,7 %.
41,7 % учеников получают аттестат зрелости.
Средняя зарплата на 2021 год — 10 401 шекелей.